# Lijst van koninklijke residenties in Nederland
Dit is een lijst van koninklijke residenties van Nederland. Deze zijn of waren eigendom van de Nederlandse Staat.

## Huidige residenties van de Koninklijke familie
- Paleis Noordeinde (Den Haag), werkpaleis van koning Willem-Alexander
- Paleis Huis ten Bosch (Den Haag), woonpaleis van gezin van koning Willem-Alexander
- Paleis op de Dam (Amsterdam), paleis in het centrum van Amsterdam
- Kasteel Het Oude Loo (Apeldoorn), privéwoning van de koning. Eigendom van de staat.

## Voormalige residenties van de Koninklijke familie
- Paleis Soestdijk (Baarn), voormalig paleis van prins Bernhard van Lippe-Biesterfeld en koningin Juliana
- Paleis het Loo (Apeldoorn), tot 1975 in gebruik van Koninklijke familie

## Overige privéresidenties
- Drakensteyn (Lage Vuursche), woning van prinses Beatrix